# SRH Fernhochschule

Ehemaliges Logo bis 2014

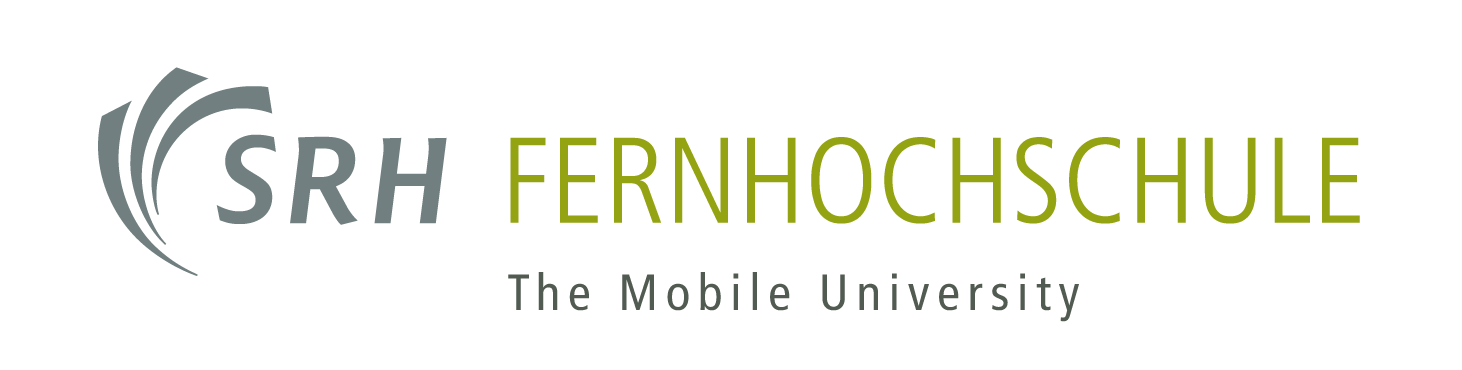
Ehemaliges Logo 2014 bis 2021

Die SRH Fernhochschule – mit dem Beinamen The Mobile University – ist eine Hochschule in privater Trägerschaft. Sie ist an 24 Standorten in Deutschland, Österreich, Italien, der Schweiz und in den Niederlanden vertreten und bietet berufs- und ausbildungsbegleitende Fernstudiengänge sowie Hochschulzertifikate an. Die Fernhochschule gehört zur SRH Holding, einer Stiftung bürgerlichen Rechts.

## Geschichte
Vorläufer der heutigen SRH Fernhochschule war die 1996 gegründete Kolping-Fachhochschule für Wirtschaft des Kolpingwerks. 1998 übernahm der Deutsche Orden die Trägerschaft und verkaufte die Hochschule 2001 an die SRH-Gruppe.
2005 wurde sie als erste private Fernhochschule Deutschlands akkreditiert und 2010 reakkreditiert. Im Juni 2011 erhielt sie die institutionelle Akkreditierung für die Höchstdauer von zehn Jahren. Dabei wurde die Auflage erteilt, „dass das Verhältnis von Hochschulleitung und Trägergesellschaft […] dergestalt zu ändern [ist], dass mit Blick auf die Freiheit von Forschung und Lehre die nötige Unabhängigkeit institutionell gewährleistet ist“. Alle Studiengänge wurden durch die AHPGS oder die ZEvA akkreditiert.
Im Jahr 2016 übernahm die SRH Higher Education GmbH die EBS Universität für Wirtschaft und Recht.
Im Januar 2018 boten der Spiegel und die SRH-Gruppe erstmals die Spiegel-Akademie an.
2019 wurden die SRH Hochschule Heidelberg, die SRH Berlin University of Applied Sciences und die  SRH Fernhochschule – The Mobile University durch den Akkreditierungsrat geprüft und gemeinsam „systemakkreditiert“. Im Mai 2020 wurde die SRH Fernhochschule von dem Ministerium für Wissenschaft, Forschung und Kunst Baden-Württemberg unbefristet staatlich anerkannt.
Im Juni 2023 wurde die Fernhochschule Mitglied der Organisation AACSB (Association to Advance Collegiate Schools of Business), ein 1916 in den USA gegründeter Verband zur Förderung von Hochschulen für Betriebswirtschaft.

## Profil und Organisation
Sie bietet in 74 Bachelor-, Master- und MBA-Studienprogrammen sowie in über 172 Zertifikatskursen ein Studienangebot in den folgenden elf Themenwelten an:
- Psychologie, Design, Gesundheit, Soziales, Kommunikation, Nachhaltigkeit, Pädagogik, Technologie, Digitalisierung, Wirtschaft und Management.

Das Fernstudium ist in erster Linie an Berufstätige gerichtet und sieht ein Verhältnis zwischen Online-Studium (100 %), Kommunikation (1:2) und freiwillige Veranstaltungen (20 %), die das Studium entweder online oder in Präsenz ergänzen. In Deutschland, Österreich und der Schweiz gibt es 19 Studienzentren. Dort können die Studierenden die freiwilligen Präsenzphasen und ihre Prüfungen absolvieren. Neu ist die Lehre via Tablet-PC, dem Konzept des Mobile Learnings, in beinahe allen Studiengängen der Mobile University. Hierbei werden z. B. auch Podcasts und spezielle Apps angeboten.
Die SRH Fernhochschule unterhält partnerschaftliche Beziehungen mit zahlreichen Hochschulen aus der Frankreich, Indien, Italien, Kolumbien, Litauen, Marokko, Mexiko, Russland, Spanien, Türkei.
Die Forschungsschwerpunkte der SRH Fernhochschule sind:
- Fernstudiendidaktik, neue Lehr- und Lernformen
- Strukturwandel, Weiterbildung und Wettbewerbsfähigkeit (KMU)
- Employer Branding/Arbeitgeberattraktivität (KMU)
- Gesundheits- und Sozialwesen
- International Business/Schwerpunkt Indien

## Auszeichnungen
- 2015: „Auszeichnung für besonderes Engagement um die Olympische Idee“ durch die Deutsche Olympische Gesellschaft[16]
- 2019–2025: Sieben Mal in Folge Award „Beliebteste Fernhochschule“, durch FernstudiumCheck[17][18][19]
- 2021: Zertifizierung „Klimaneutrale Hochschule“, durch Fokus Zukunft[20][21]
- 2022: Sonderpreis „Digitale Bildung – Nachhaltig in die Zukunft“, durch den Bundesverband der Fernstudienanbieter e. V.[22]
- 2023: Internationales Ranking: 5 von 5 Sternen beim Hochschul-Qualitätssigel „QS-Stars“[23]
- 2023: Mitgliedschaft bei der „Association to Advance Collegiate Schools of Business“ (AACSB).[24]
- 2024–2025: Auszeichnung „Exzellenter Anbieter 2024“ von fernstudium-direkt.de[25]

## Bekannte Hochschullehrer
siehe Kategorie:Hochschullehrer (SRH Fernhochschule)